# Dolci natalizi
I dolci natalizi sono dolci tradizionalmente associati alla festività del Natale. In Europa e nelle Americhe è consuetudine preparare particolari dolci in occasione del periodo natalizio.
In Italia esiste una vasta gamma di preparati casalinghi, artigianali e industriali consumati in preparazione e durante le feste natalizie, con una diversificazione per regioni, province e perfino comuni; inoltre, lo stesso dolce acquisisce, secondo i luoghi, i nomi più disparati.

## Tipologie

### Caramelle

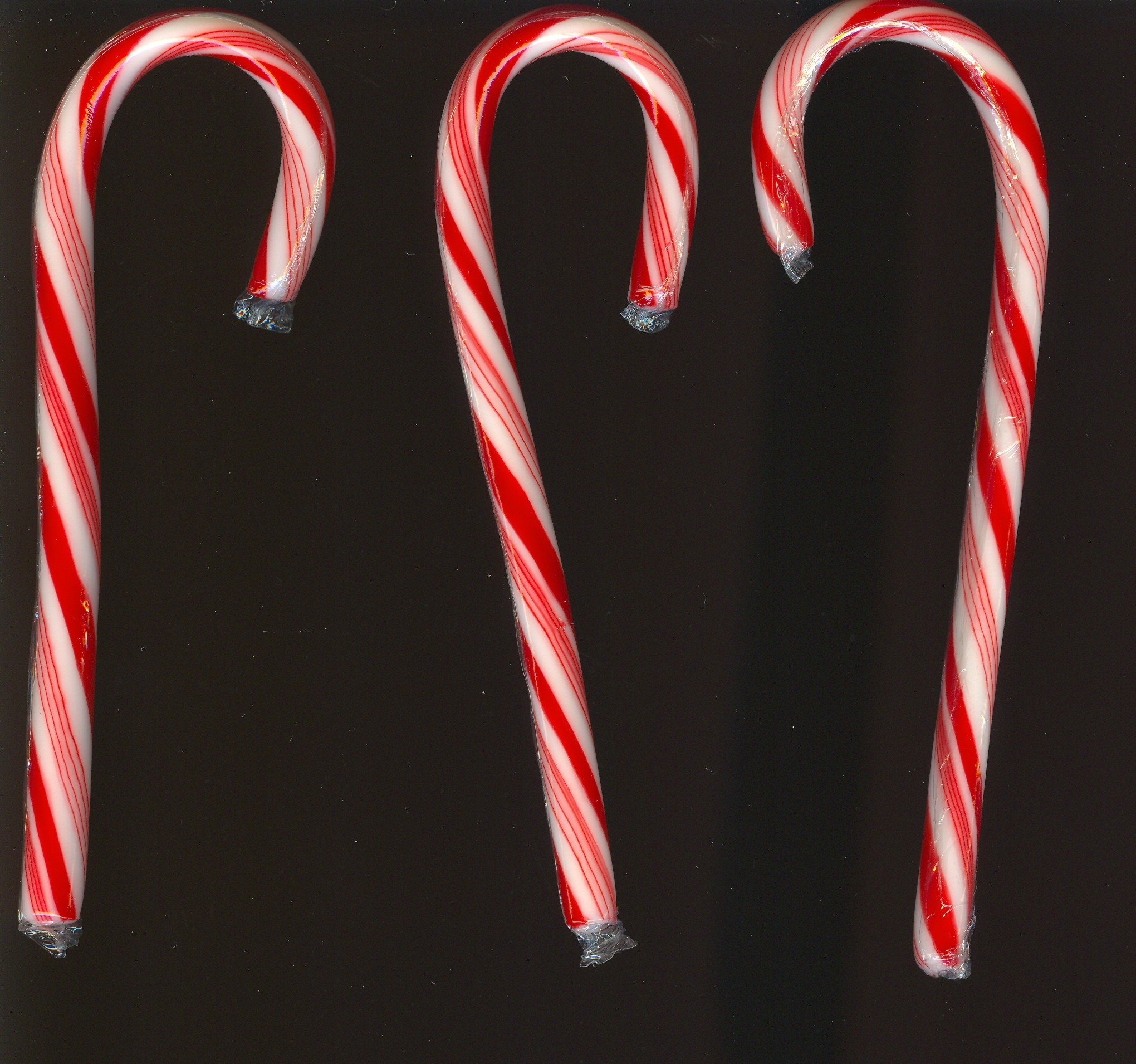
Bastoncini di zucchero

- Bastoncini di zucchero, diffusi in Europa e Nordamerica.

### Torte
- Anello di Monaco, tipico di Mantova, ciambellone lievitato con noci e uvetta all'interno.[1]
- Bisciola, tipica della Valtellina, pagnottella arricchita con frutta secca, burro, uova e in alcune ricette anche miele. [2]
- Buccellato, tipico di Palermo, pane di pasta frolla ripieno di fichi secchi.[3]
- Certosino di Bologna (o panspeziale); la sua origine è molto antica e sembra che il nome derivi dalle Arti dei Medici e Speziali medievali che per primi lo produssero. In un secondo tempo furono i frati certosini a prendersi carico della sua produzione
- Christstollen o stollen, originari di Dresda e già citati nel 1400
- Galette des rois, diffusa nel nord della Francia e in Belgio, è caratteristica dell'Epifania (i "re" rois nel nome si riferisce ai Re Magi). Si serve decorandola con una coroncina di cartone
- Frustingo, Marche e Umbria (non tipicamente natalizio)
- Gugelhupf, tipico dell'Austria (non tipicamente natalizio)
- Gubana, tipico delle Valli del Natisone
- Mandorlato al cioccolato, tipico di Modigliana, noto anche come panforte e nato come dolce natalizio, nel tempo la sua produzione si è estesa a tutto l'anno
- Mecoulin, Valle d'Aosta
- Miacetto, tipico della città di Cattolica
- Nadalin, dolce tipico di Verona, "padre" del Pandoro
- Pampepato, tipico di Terni e di Ferrara
- Pan de Pascua, tipico del Cile
- Pandolce, tipico della città metropolitana di Genova, si divide nella varianti alta e bassa; a Campomorone esiste nella variante Panmorone con farina di castagne
- Pandoro, della zona di Verona, ora diffuso in tutta Italia
- Panettone, originario di Milano, ora diffuso in tutta Italia
- Pambriacone, un panettone parzialmente imbevuto di vino, specialità tipica della Toscana
- Panforte, tipico di Siena, è composto da frutta candita, miele, zucchero e spezie
- Pangiallo, Lazio (non tipicamente natalizio)
- Panone, tipico della città metropolitana di Bologna
- Parrozzo, tipico dell'Abruzzo, Pescara
- Pasticciotto e Fruttone, tipici del Salento
- Spongata, dolce tipico diffuso in alcune zone delle province di Piacenza, Parma, Reggio Emilia, Modena, Massa-Carrara e La Spezia
- Vánočka, pane tipico della Repubblica Ceca e della Slovacchia (in slovacco è chiamato vianočka)
- Veneziana, sempre tradizionale di Milano, simile a un panettone glassato ma senza uvetta né canditi
- Zelten dolce a base di frutta secca e canditi tipico del Trentino-Alto Adige. In Alto Adige è composto di frutta secca legato da poca pasta, mentre in Trentino è più povero, contenente una maggior quantità di pasta che di frutta secca

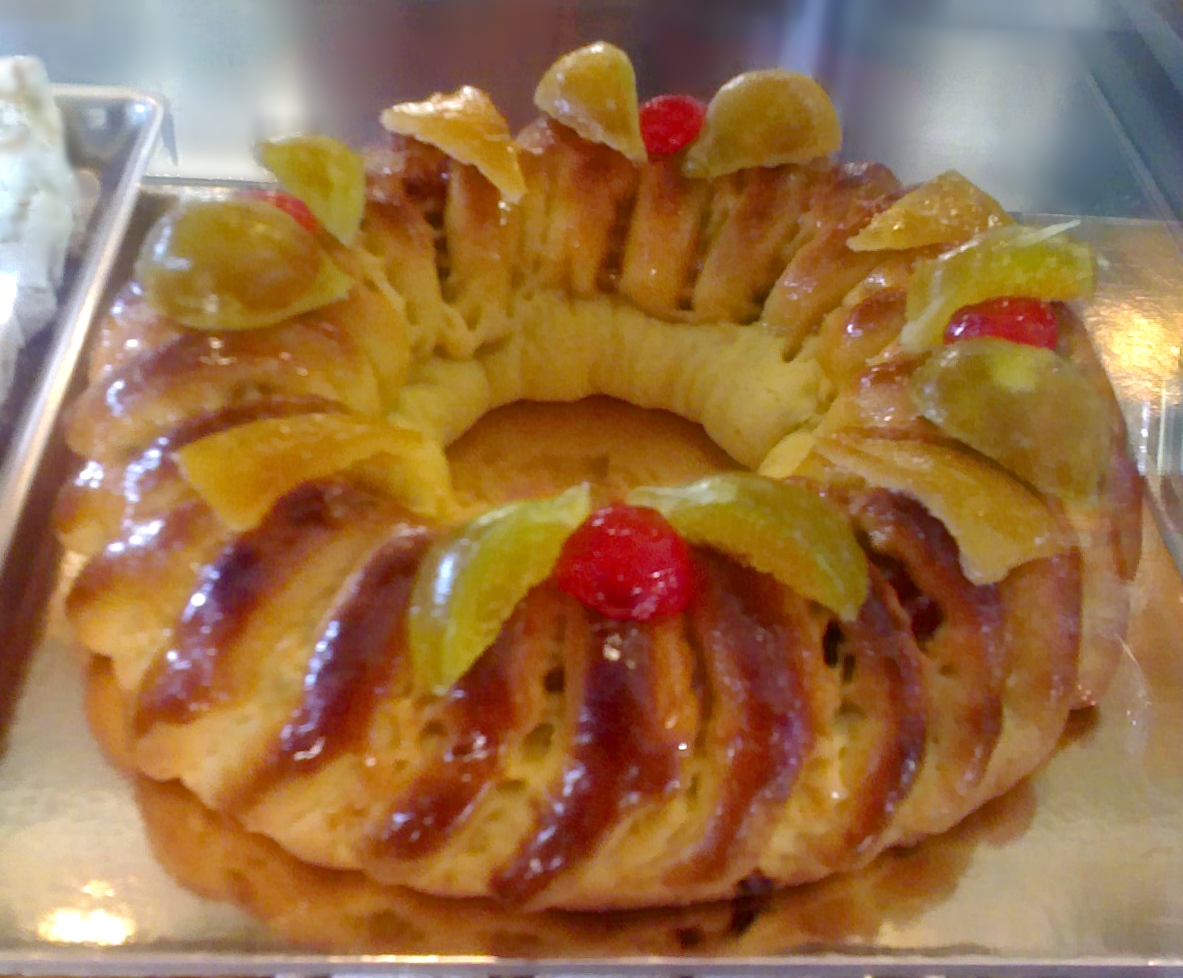
Buccellato siciliano
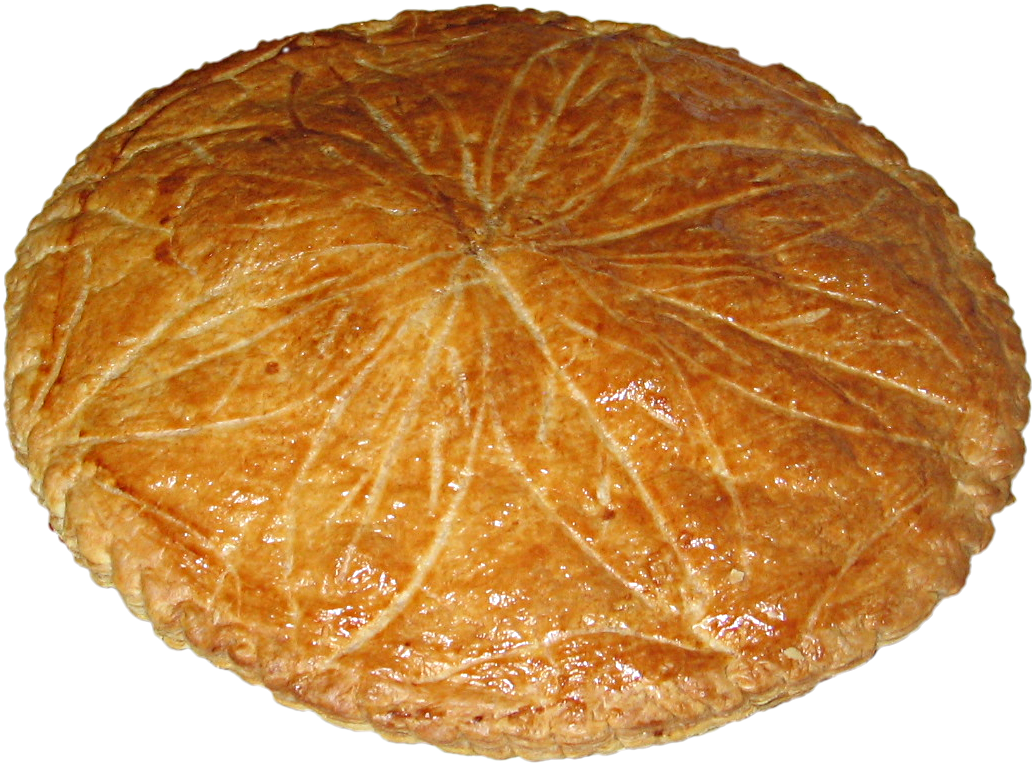
Galette des rois
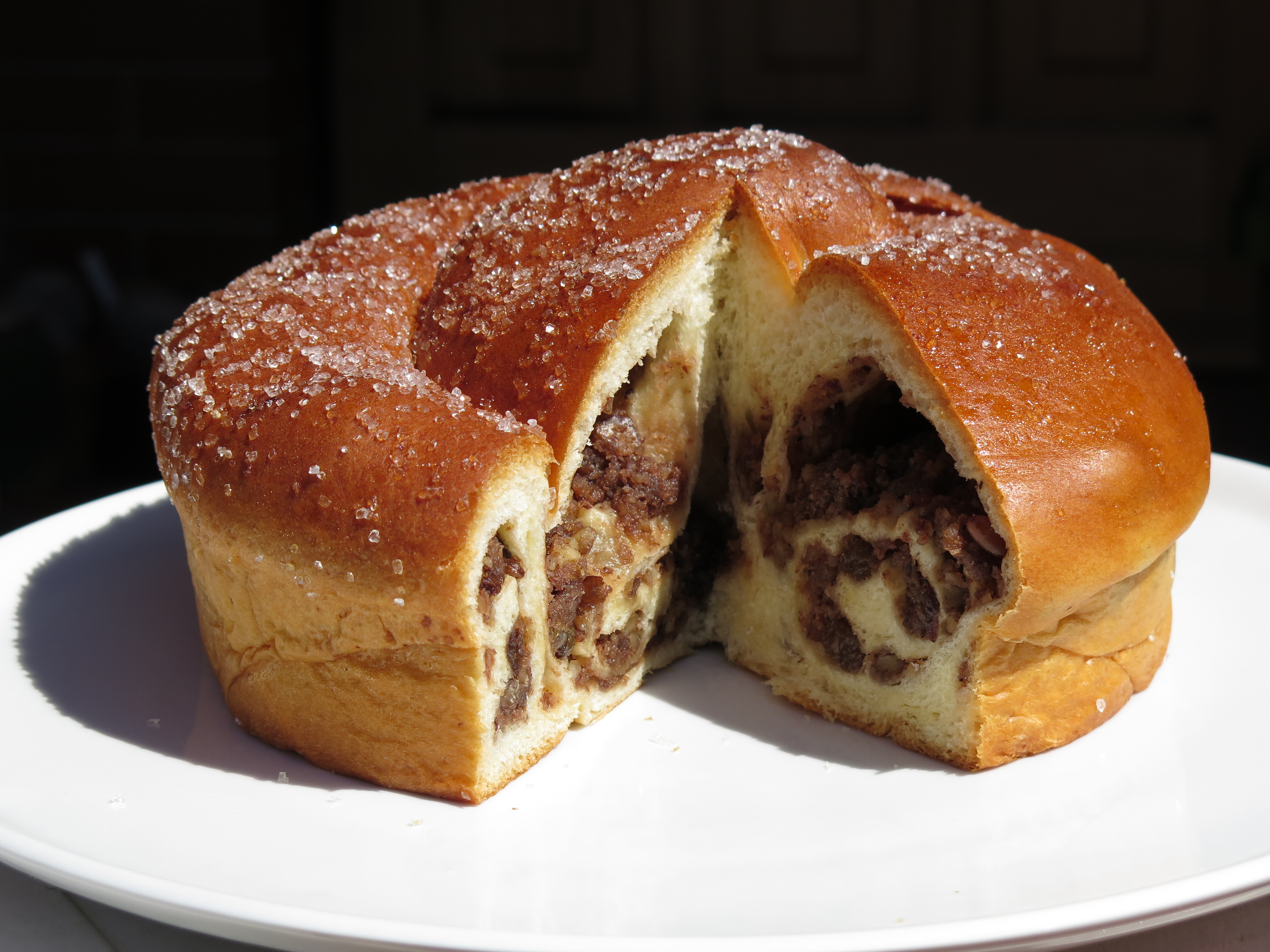
Gubana
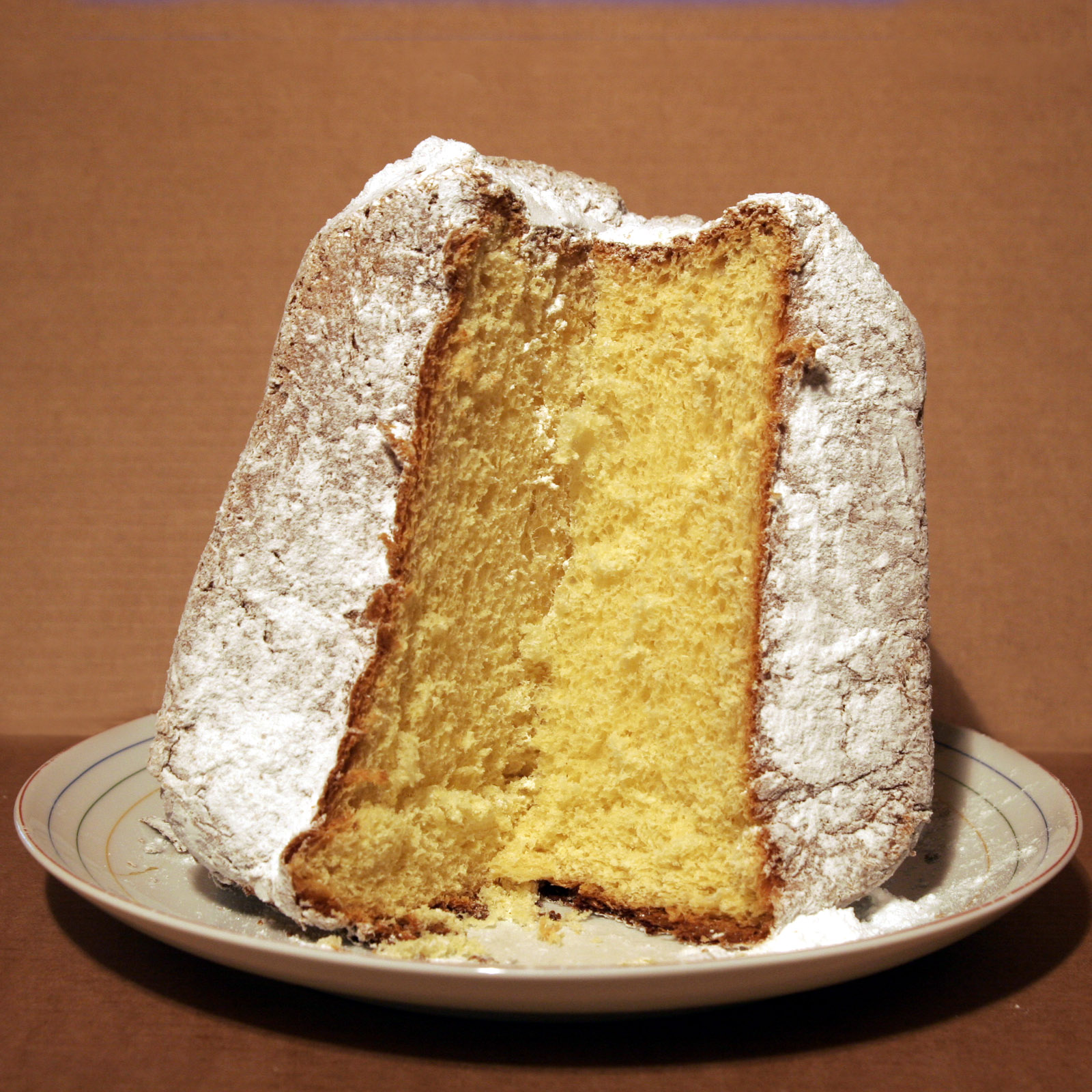
Pandoro
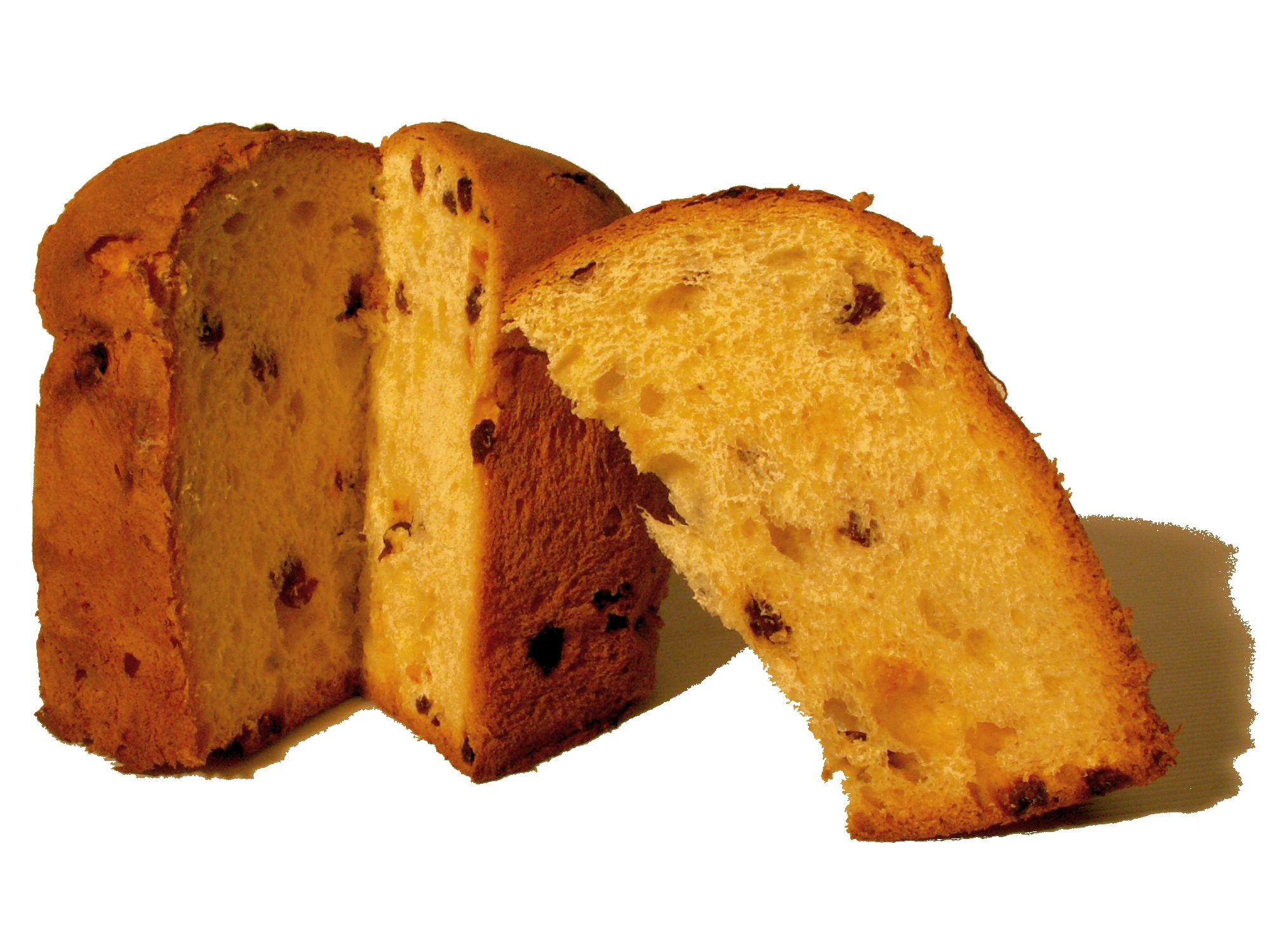
Panettone
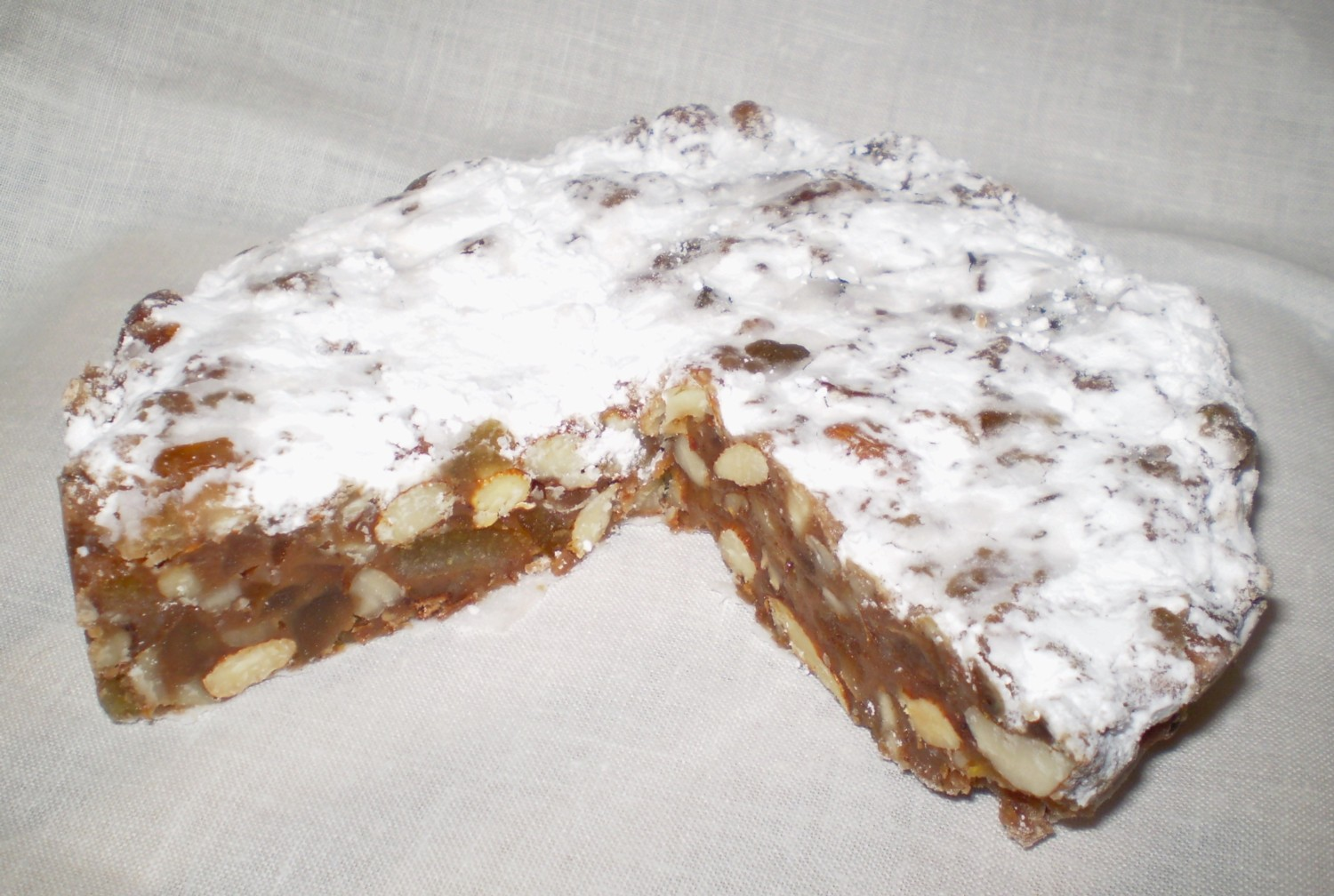
Panforte
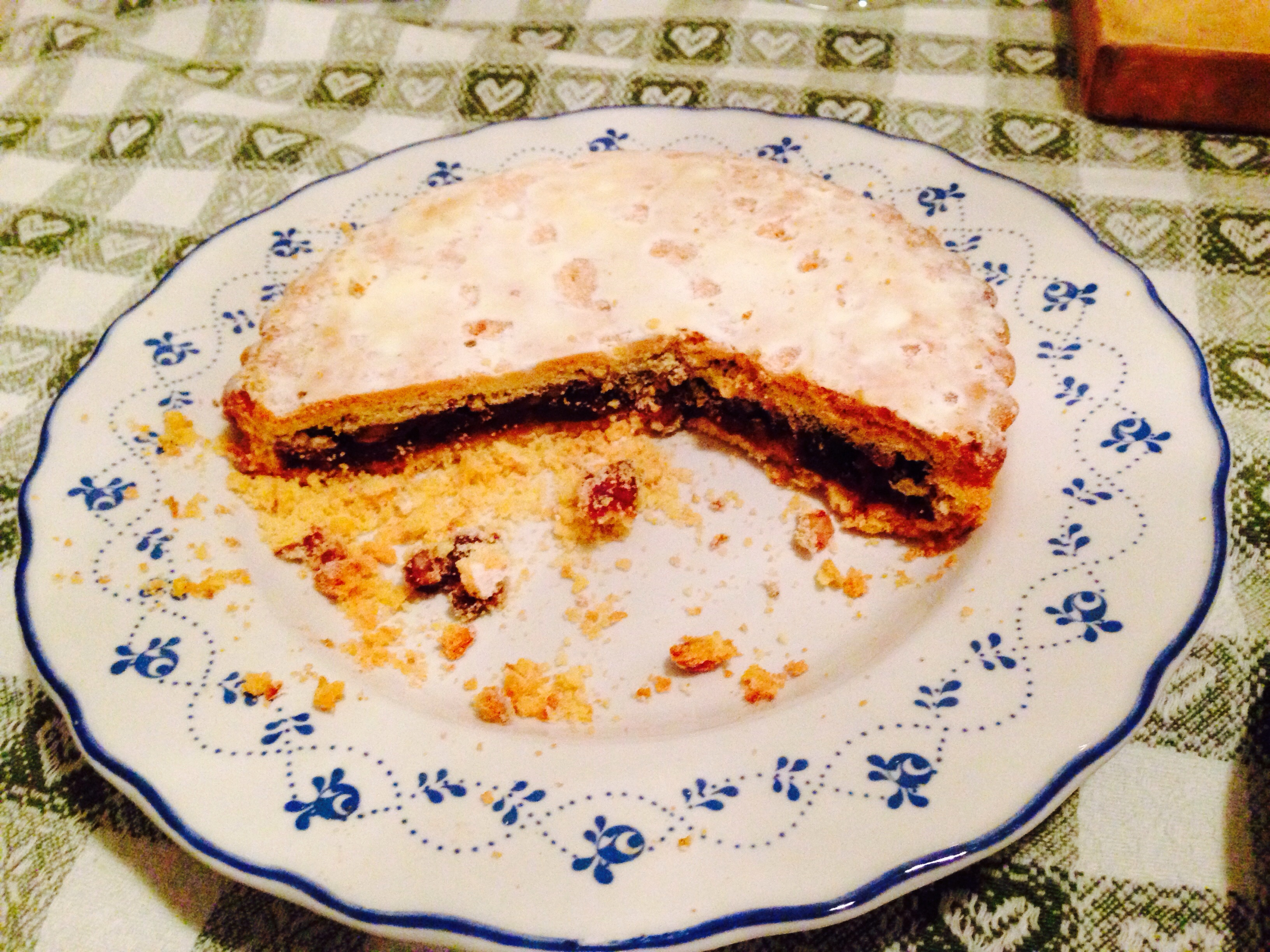
Spongata

### Biscotti
- Bethmännchen, a base di marzapane, tipici di Francoforte sul Meno
- Cavallucci, biscotti tipici della provincia di Siena, non necessariamente natalizi, con noci, frutta candita e spezie varie.
- Cosi duci di Castellammare del Golfo
- Crustoli pugliesi.
- Kourabiedes e melomakarono, tipici della Grecia.
- Lebkuchen dell'area germanica, tipici anche in Alto Adige, talvolta ripieni di marmellata o noci o a forma di Nikolaus e Krampus.
- Mustacciuoli campani, prendono il nome dal mosto che i contadini anticamente usavano per renderli più dolci.
- Papillote, di Lione.
- Pepatelli tipici dell'Abruzzo, presentano una forma allungata.
- Petrali calabresi, in particolare di Reggio Calabria.
- Puoti, frolle veronesi, preparati nel periodo che precede la notte di Santa Lucia.
- Pupurati pugliesi.
- Raffiuoli napoletani, a base di una pasta simile al pan di Spagna e ricoperti di una glassa bianca. Hanno forma ellittica.
- Ricciarelli senesi.
- Roccocò napoletani, biscotti a forma di ciambella particolarmente duri, generalmente consumati ammorbidendoli nel vermut, nello spumante, nel vino bianco o nel marsala.
- Speculoos, biscotti allo zenzero originari dei Paesi Bassi e delle Fiandre, diffusi in tutta l'Europa centrale e settentrionale. In Germania sono chiamati Spekulatius.
- Spitzbuben dell'area germanica, tipici anche in Alto Adige.
- Susamielli campani, a forma di 'S' venivano impastati con del miele liquido.
- Vanillekipferl, biscotti tedeschi a base di una pasta frolla realizzata con farina, burro, zucchero, mandorle tritate, ed aromatizzata alla vaniglia.
- Zwieback, di origine svizzera.

Cosi duci di Castellammare del Golfo
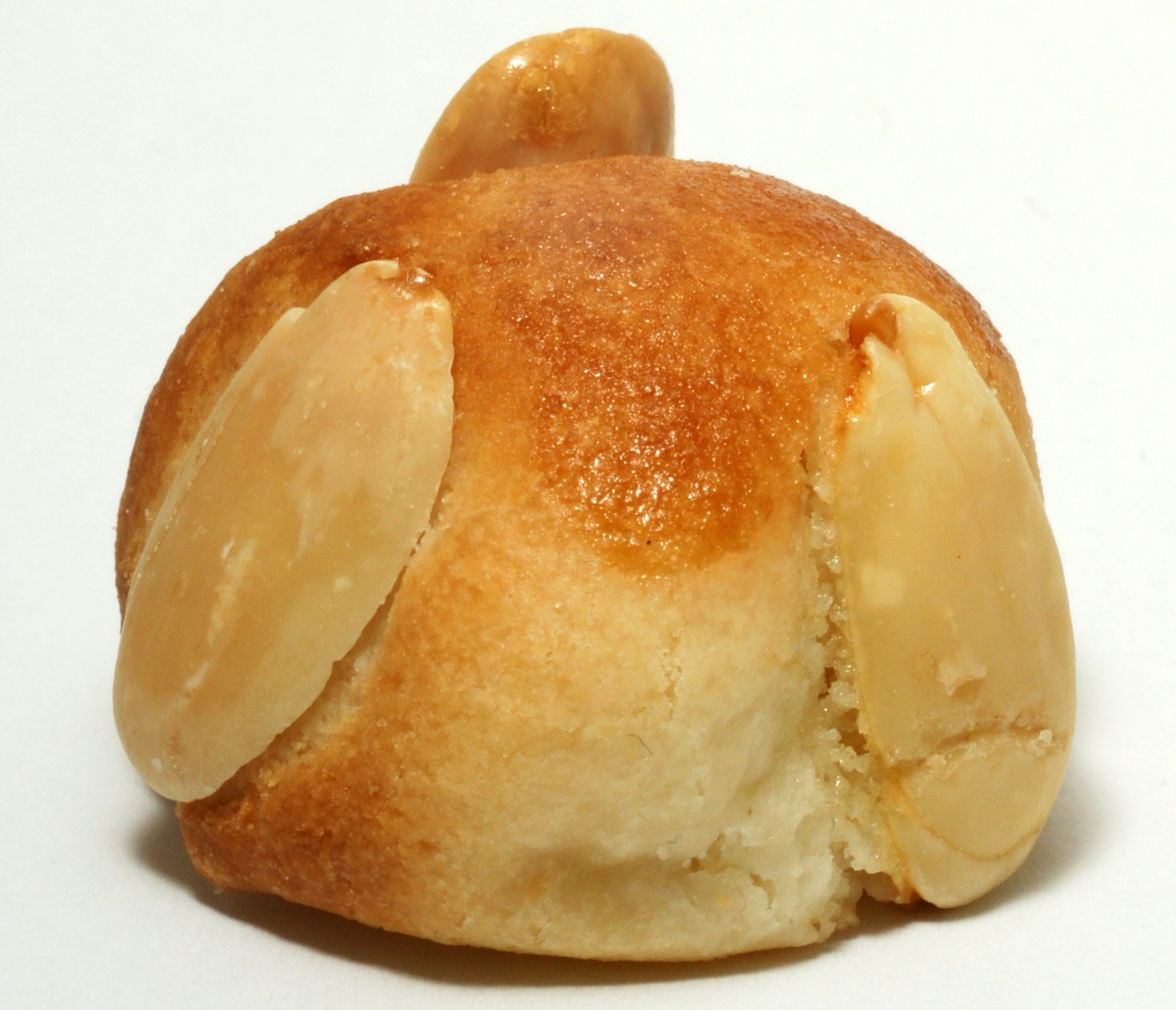
Bethmännchen
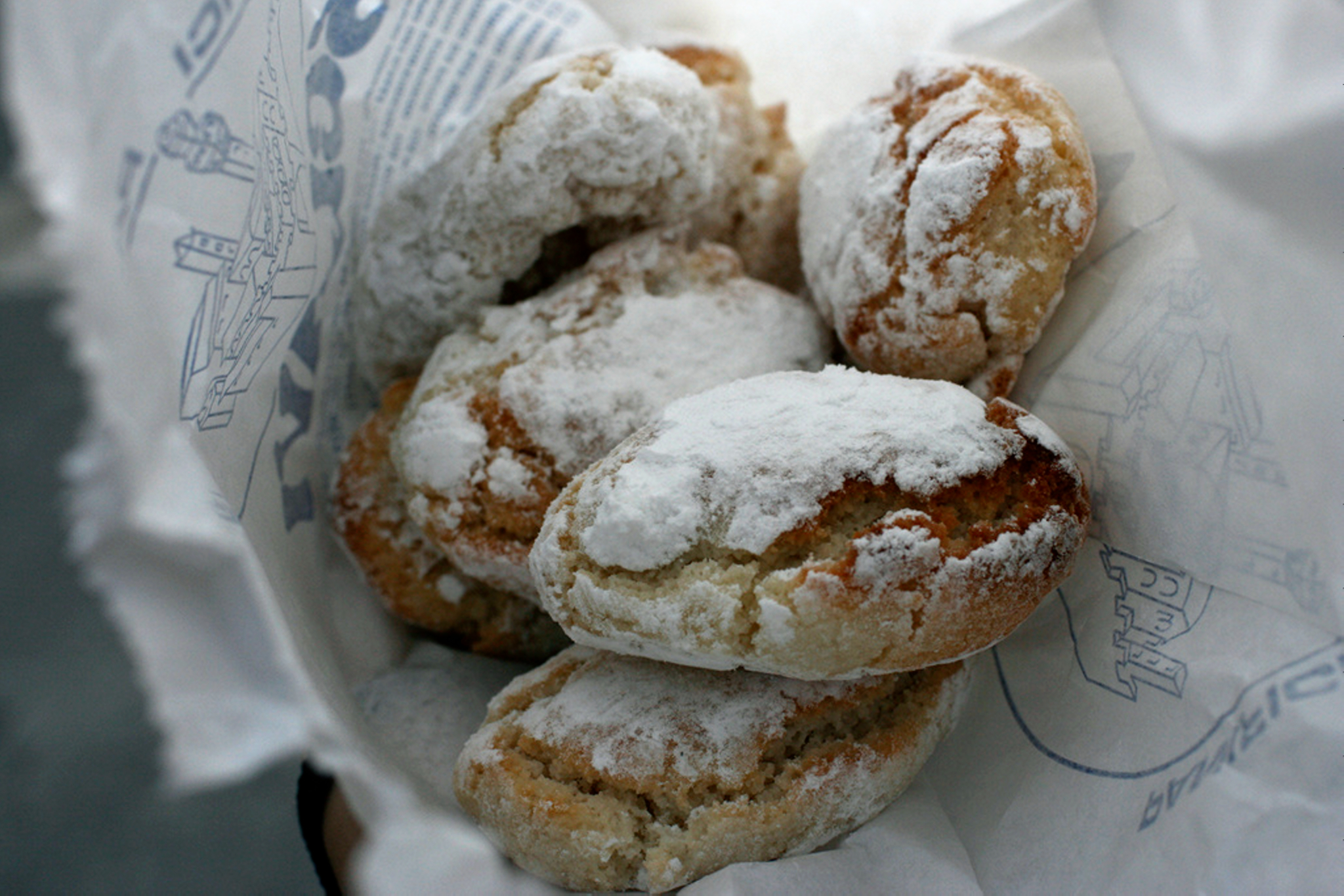
Ricciarelli
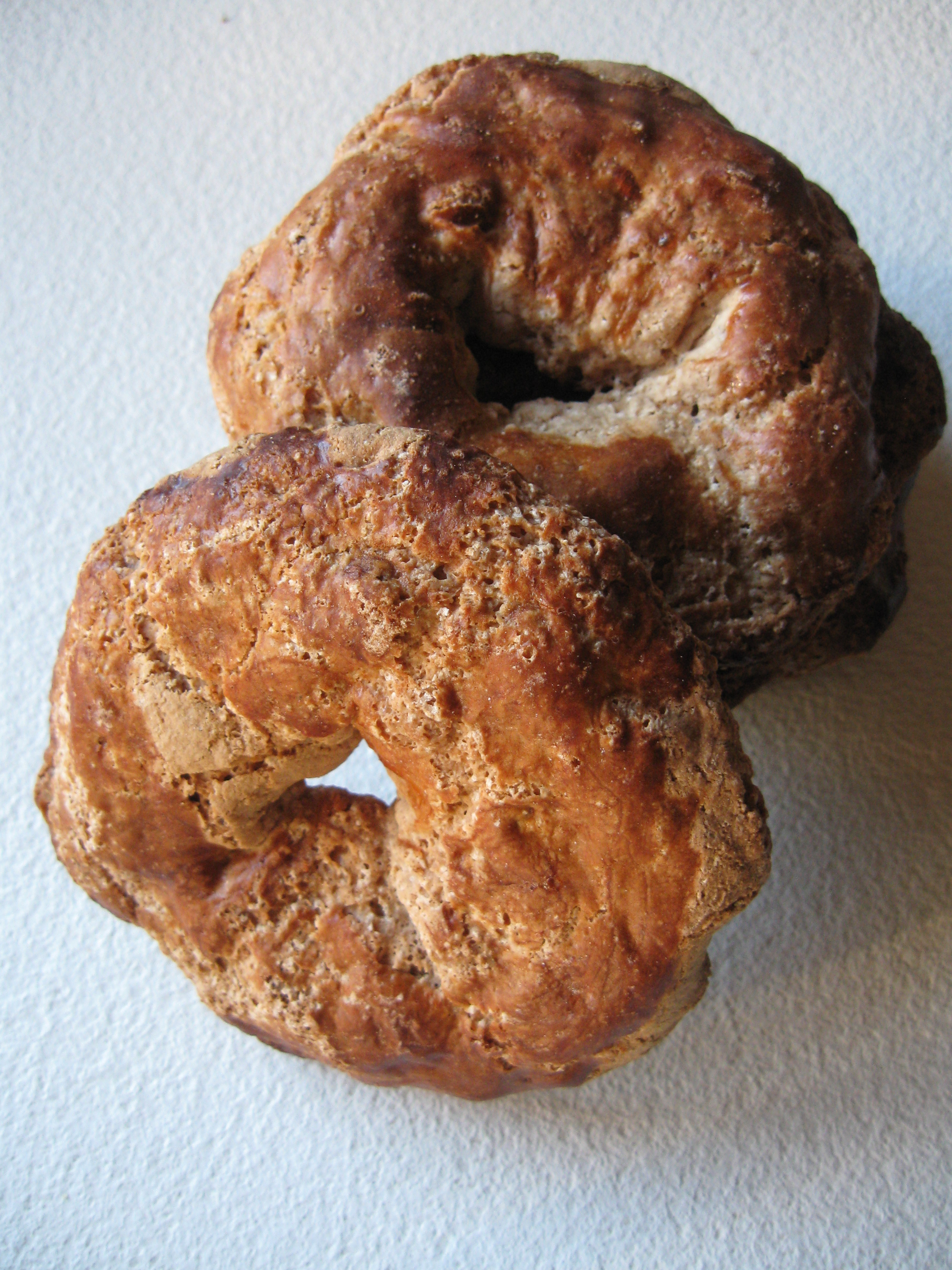
Roccocò
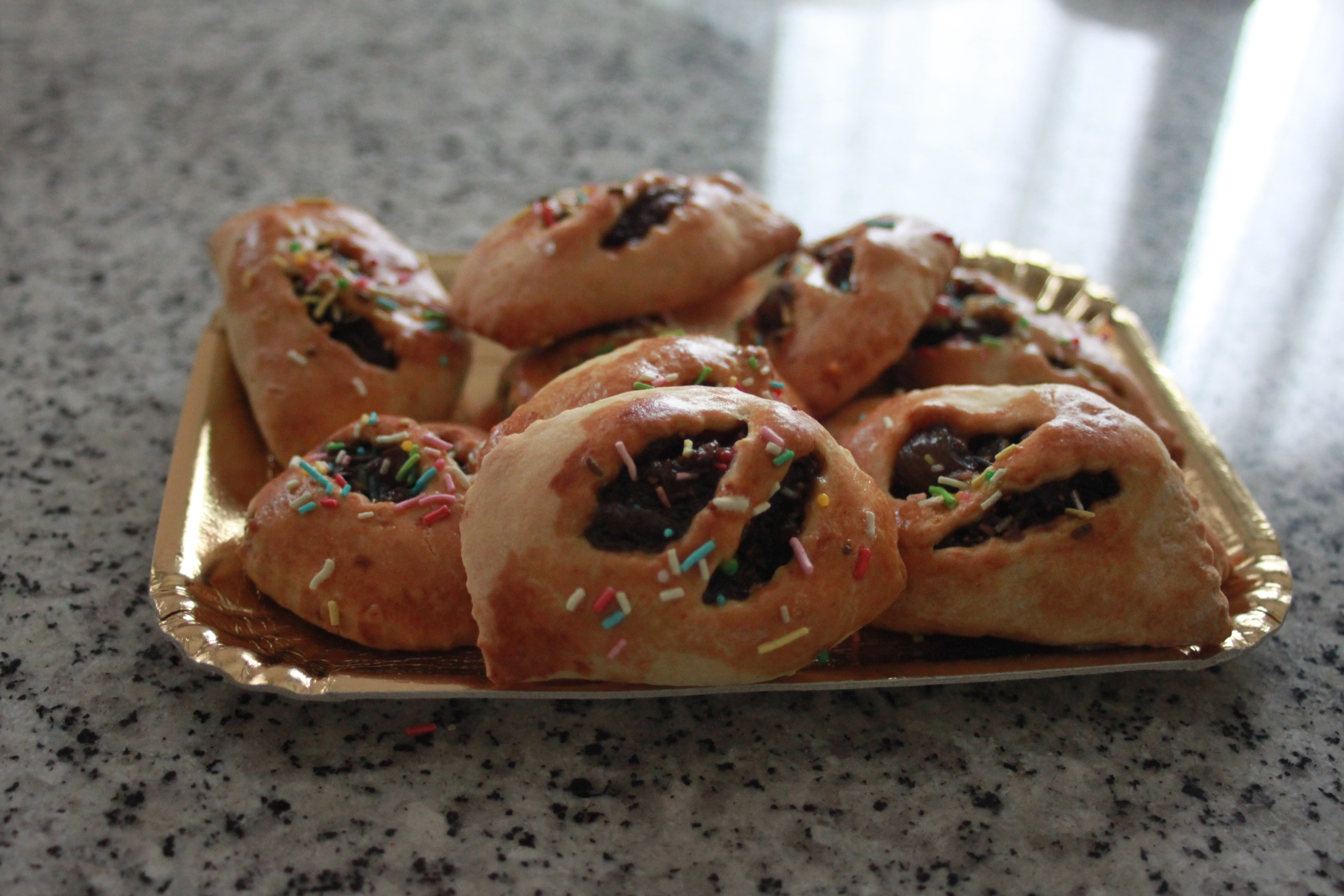
Petrali
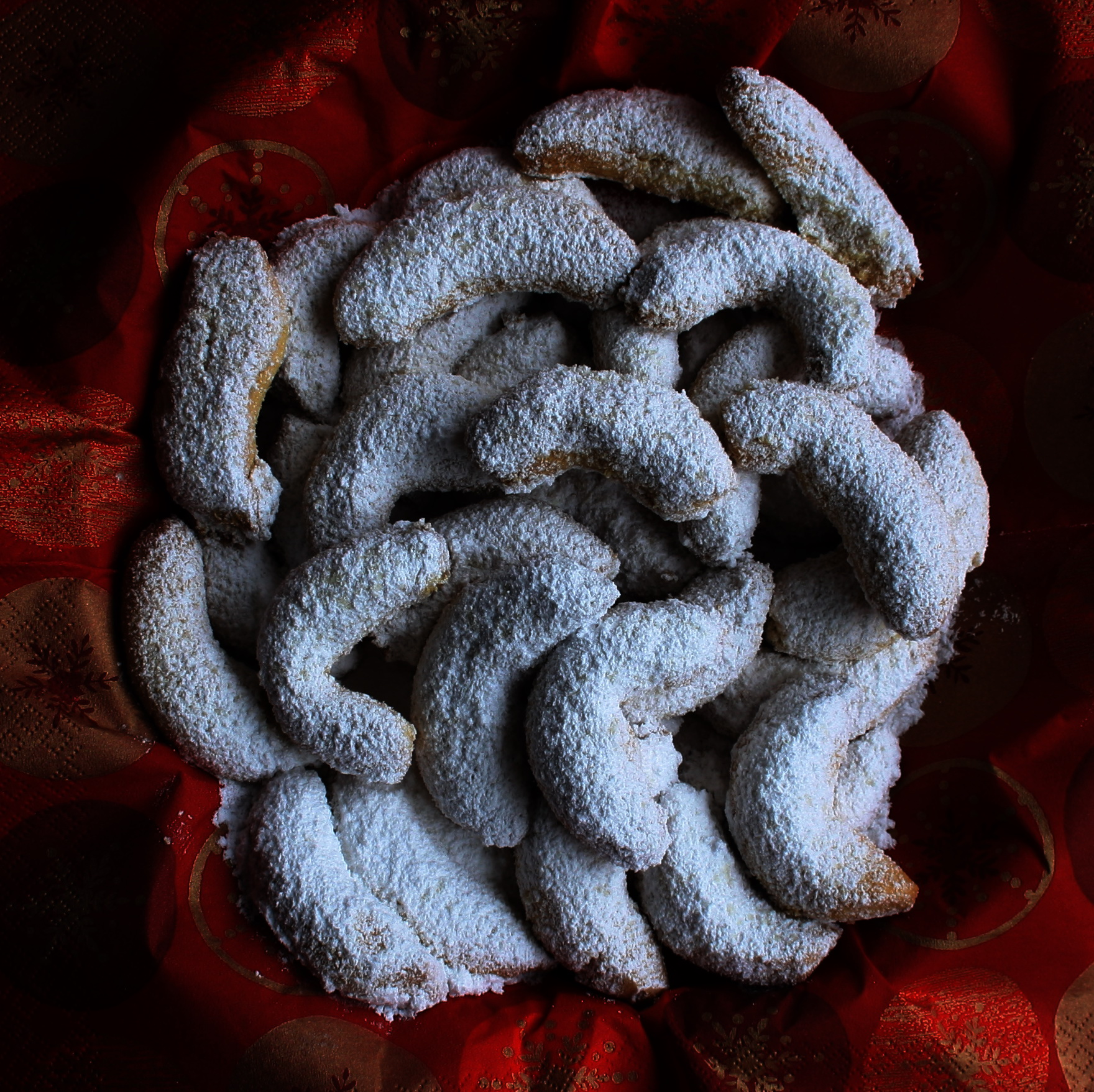
Vanillekipferl
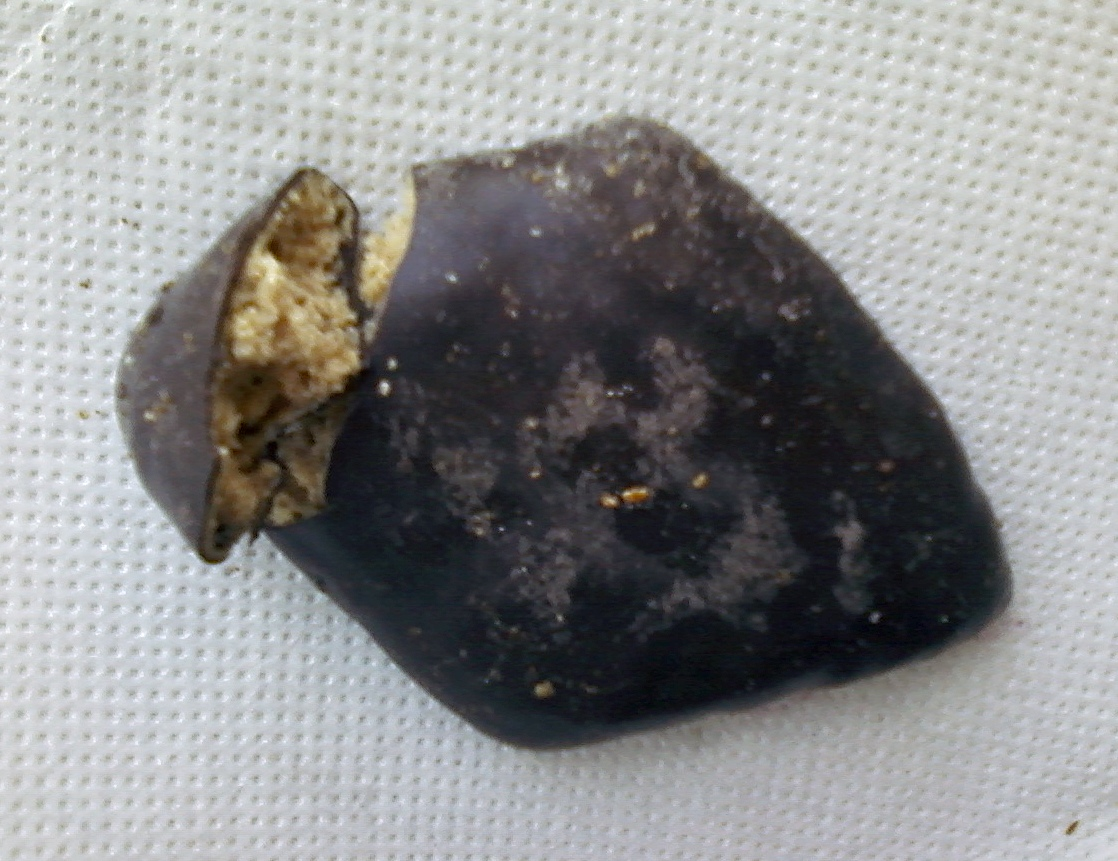
Mustaccioli

### Dolci fritti
- Ciambelle fritte:
  - Cuddura in Sicilia, Calabria e Puglia
  - Zippula (o Crispelle) in Calabria
- Palline fritte con miele e zuccherini:
  - Struffoli in Campania
  - Cicerata in Basilicata
  - Purceddhruzzi in Puglia
  - Sannacchiudere a Taranto
  - Pignolata in Calabria
- Pallottole fritte, talora ripiene:
  - Castagnole dell'Italia centrale
  - Pettole dolci in Puglia
  - Chinuliji in Calabria
  - Tortellini fritti di Reggio Emilia
- Pasta sfoglia schiacciata, arrotondata e fritta:
  - Cartellate in Puglia
  - Crespelle nel Lazio
  - Kiachln in Alto Adige
  - Pasticelle in Campania
- Pasta sfoglia tagliata a nastri e fritta:
  - Cenci, Chiacchiere, Frappe secondo le varie regioni d'Italia
- Pasta sfoglia tagliata a nastri con ripieno e fritta:
  - Caggionetti in Abruzzo
- Pasta sfoglia tagliata a nastri, fritta e con miele:
  - Cartellate in Puglia

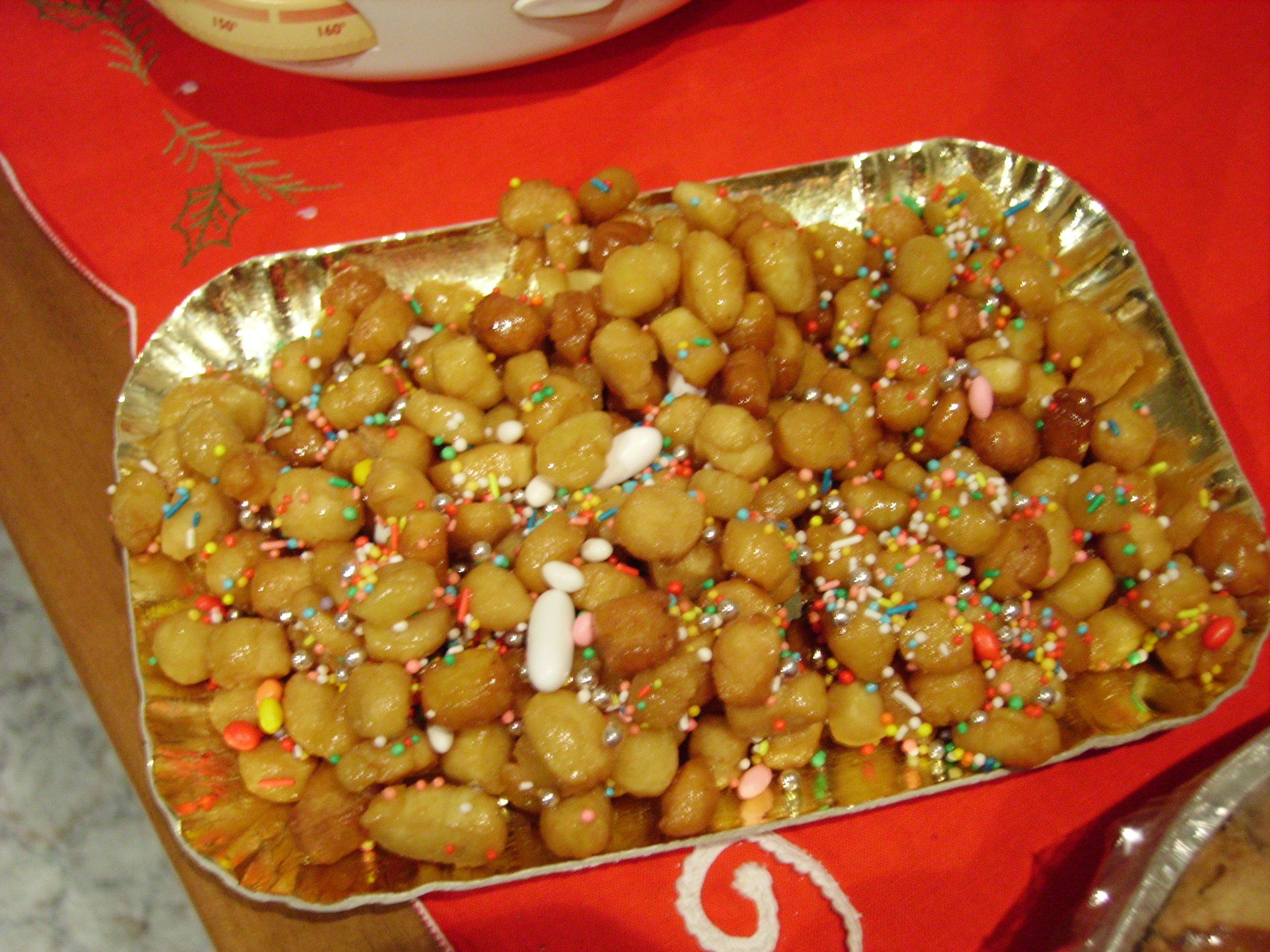
Struffoli
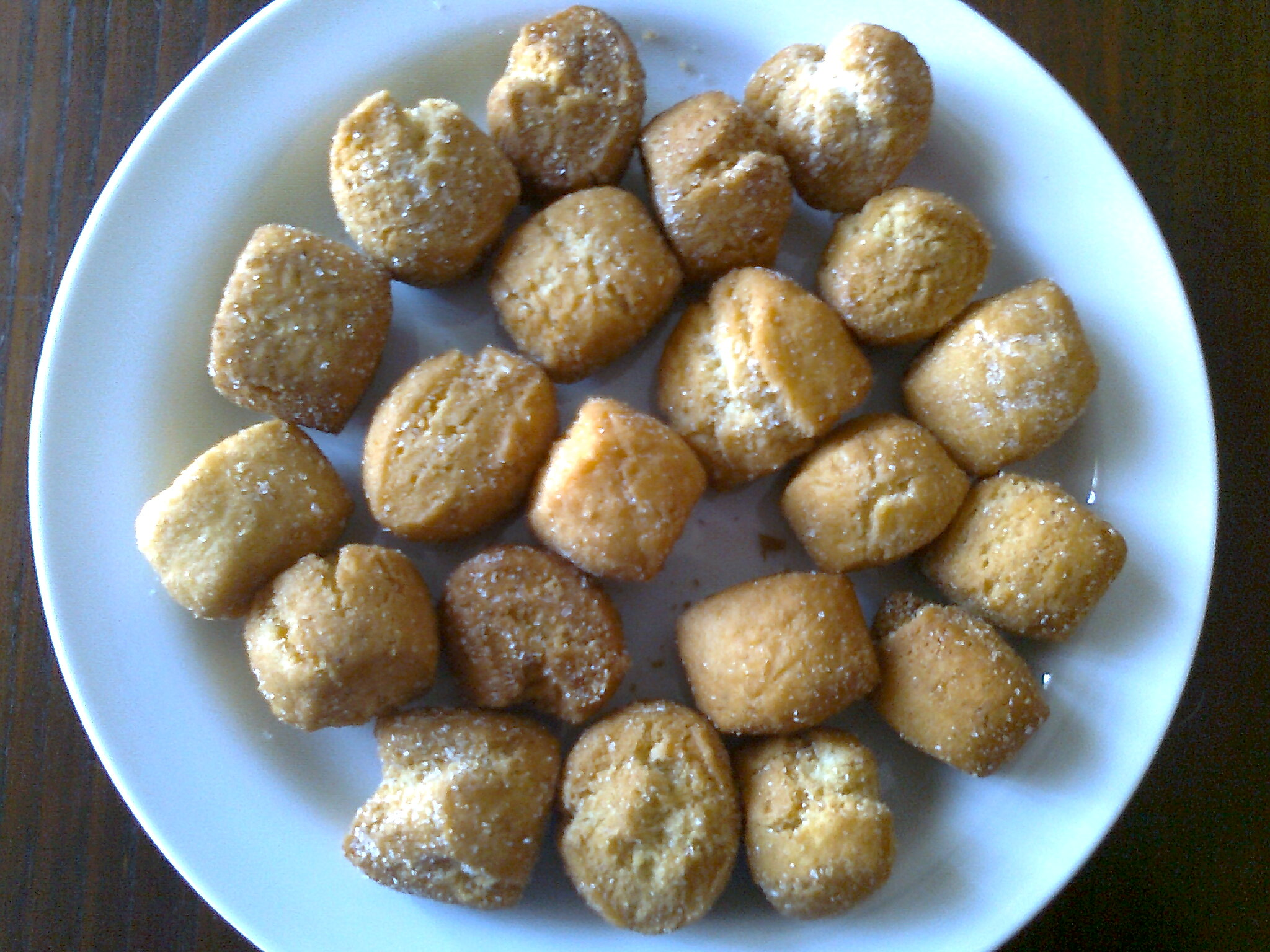
Castagnole
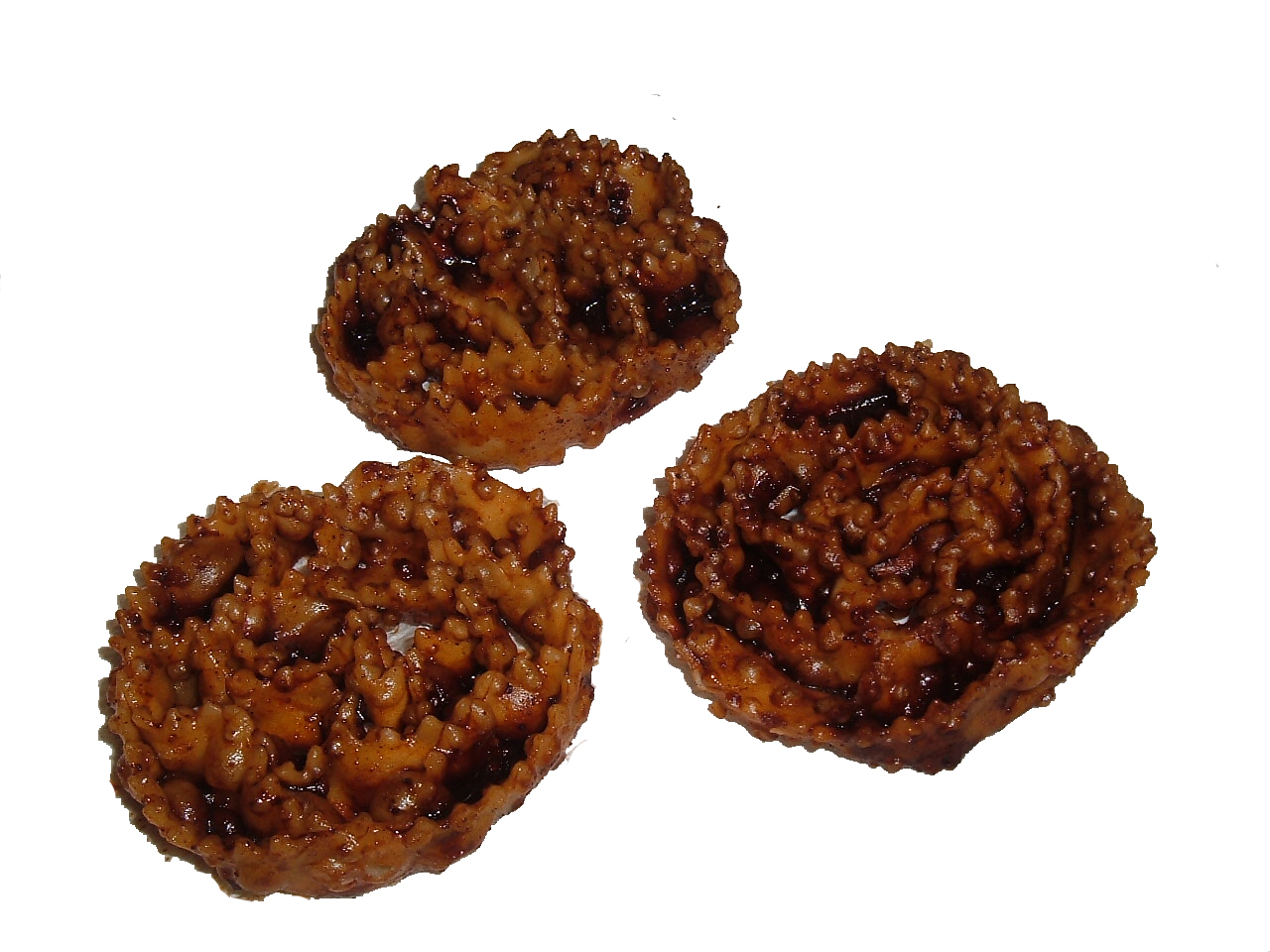
Cartellate
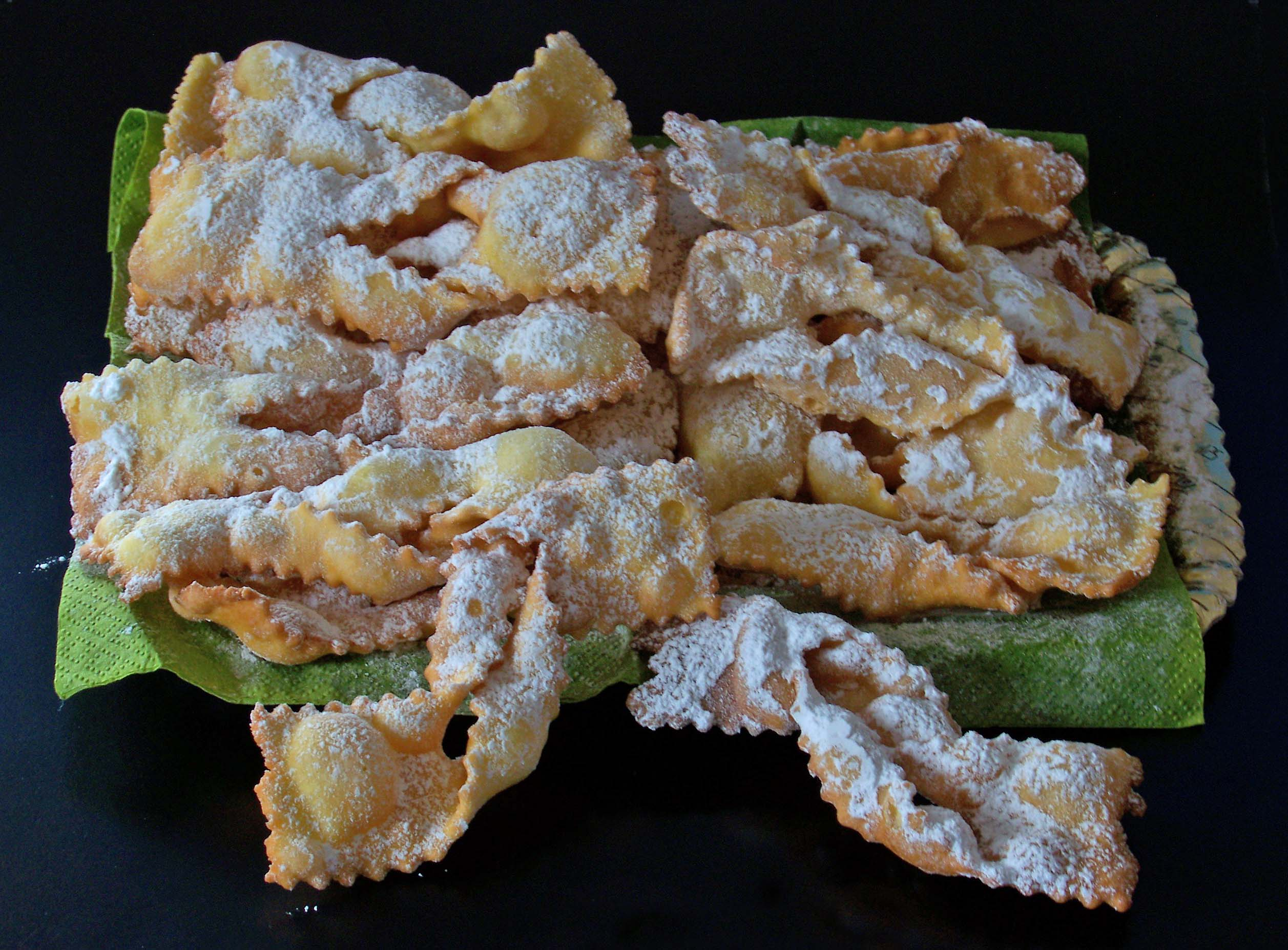
Chiacchiere

### Foccacine dolci

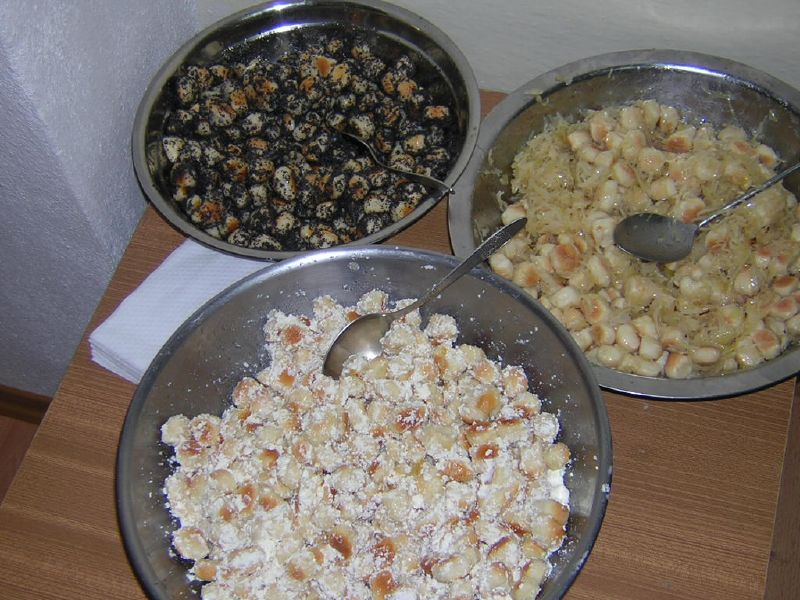
Gli opekance in tre gusti

- Opekance, piccole palline di impasto con lievito slovacche cotte in una teglia in modo che siano pressate delicatamente insieme

### Pudding, budini

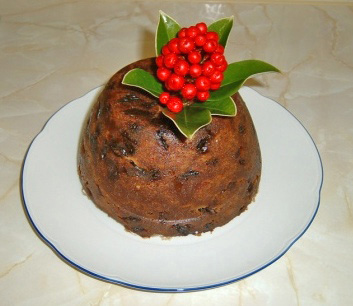
Christmas pudding

- Christmas pudding, classico dolce inglese di Natale.

### Torroni e similari

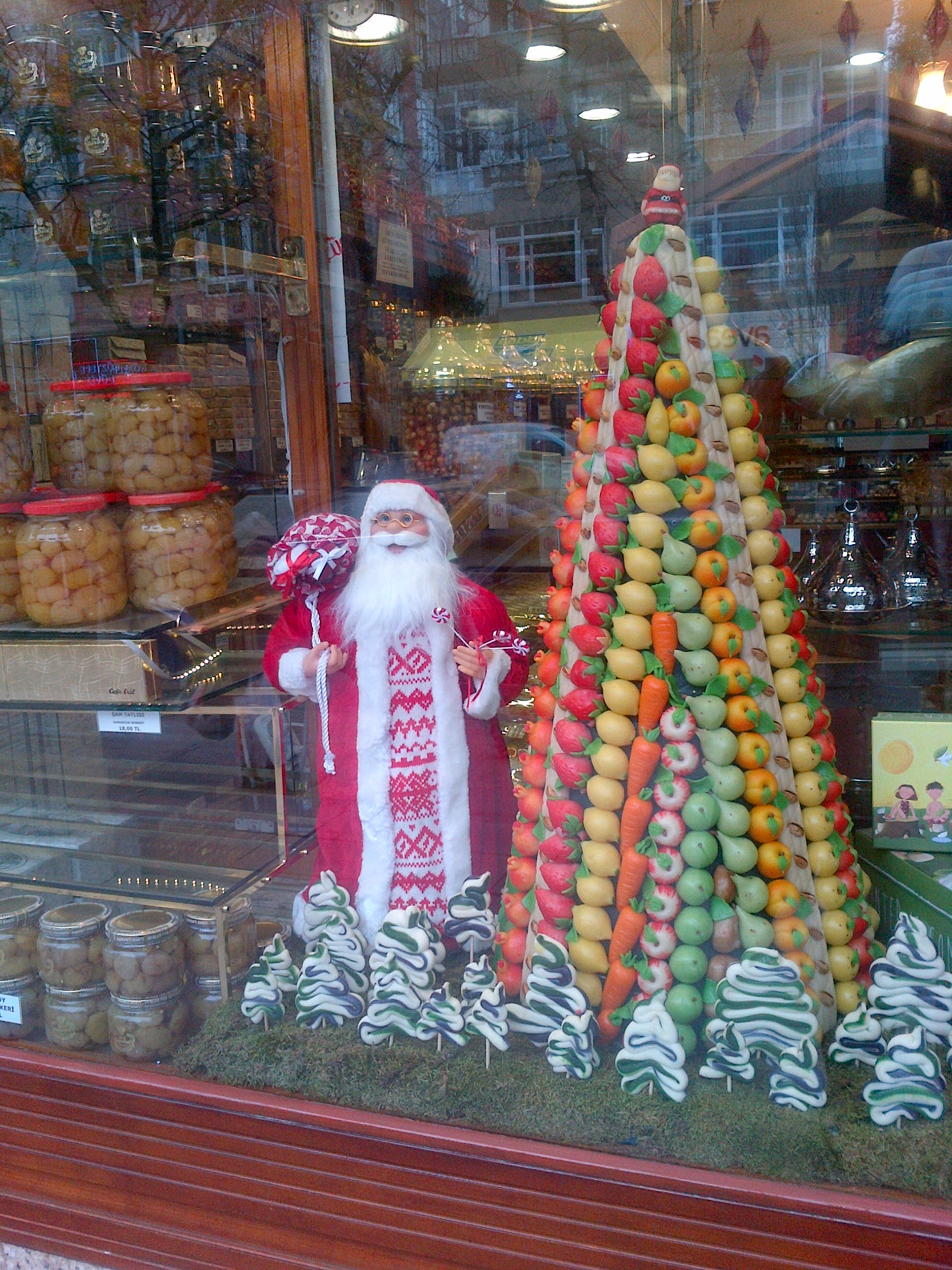
Marzapane di Natale in Göztepe, Kadıköy, Istanbul.

- La cupeta specialità di varie regioni del sud (Puglia, Calabria..),
- Il torrone è composto di albume d'uovo e miele, farcito con mandorle o nocciole.
- Il nocciolato ed altri torroni di cioccolato, sono sostanzialmente delle enormi barrette. Che non si tratti di un dolce tradizionale, si deduce dalla difficoltà della manipolazione casalinga del cioccolato, che richiede apposite macchine chiamate temperatrici per essere mantenuto alla corretta temperatura.
- Altri torroni ripieni dei più svariati ingredienti (Pan di Spagna, chicchi di caffè, liquori) sono variazioni sul tema presentate dall'industria, spesso sulla base di antiche ricette artigianali.
- Croccanti: sono dolci preparati con mandorle o nocciole tritate, cosparse di zucchero fuso e caramellate in casseruola; il tutto viene poi tagliato in barrette rettangolari.
- Torroncini e Croccantini sono la versione monodose dei precedenti.
- Mandorlato: dolce tradizionale veneto, composto da mandorle, miele, zucchero e albume d'uovo
- Marzapane
- Mustazzoli pugliesi e siciliani: sono piccoli dolci romboidali, a base di farina, miele, frutta secca, spesso ricoperti da una glassa di zucchero o cioccolato; moltissime le varianti regionali.
- La Giurgiulena (o cubaita), torrone siciliano fatto con sesamo e miele.
- Sfogliatelle: sfoglia sottile con dentro cioccolata, marmellata, frutta secca sminuzzata. Arrotolate a girella. Dolce tipico della zona Nord-barese

### Frutta

#### Candita
- tipica della Sicilia e Reggio Calabria

#### Essiccata
- Fichi secchi, albicocche secche, prugne secche, datteri
- Crucetti in Calabria

#### Fritta
- Apfelkiachln in Alto Adige.